# El Djazia
El Djazia est une commune de la wilaya d'Oum El-Bouaghi en Algérie.

## Géographie

### Localités de la commune
La commune de El Djazia est composée de 11 localités :
- El Djazia
- Draa El Makhzen
- Fedj Tine
- Ras Nini
- Ouled Amara
- Gabel El M'Kazine
- Forn
- Madjen
- Fjijet
- Bir Makhlouf
- Bir Satla